# Oskar Nedbal
Oskar Nedbal (Tabor, 26 marzo 1874 – Zagabria, 24 dicembre 1930) è stato un violista, compositore e direttore d'orchestra ceco.

## Biografia
Oskar Nebdal nacque nel sud della Boemia e studiò il violino al Conservatorio di Praga con Antonín Bennewitz. Fu membro fondatore  (viola) del Quartetto Boemo. Nebdal era famoso per la sua eccezionale cavata — dovuta in parte ad una sua particolare tecnica d'arco:
Il 9 ottobre 1896, Nebdal esegue alla viola la prima assoluta del Quartetto per archi n. 13 in sol maggiore op. 106 B. 192 di Antonín Dvořák con Josef Suk al violino a Praga.
Nebdal fu direttore principale dell'Orchestra Filarmonica Ceca dal 1896 al 1906. Anche se era un grande ammiratore del suo maestro di composizione Dvořák, Nedbal rese omaggio ad altri compositori. Per esempio nella sua 1910 composizione, Pezzo romantico, Op. 18 per violoncello e pianoforte, Nedbal inserì abilmente un tema di solito associato a Mozart, Ah, vous dirai-je, Maman.
Fra le sue composizioni liriche figurano l'opera Jakob il contadino (1919–1920) e le operette Casta Barbara (1910), Sangue polacco (1913), La sposa della vigna (1916), e Bella Saskia (1917).
A causa di un grosso debito, Nedbal si suicidò lanciandosi dal balcone del Teatro Nazionale di Zagabria il 24 dicembre 1930.
In tempi recenti, l'ossessionante Valzer triste di Nedbal (dal balletto Il racconto del semplice Giovanni) è stato uno dei pezzi più eseguiti dall'Orchestra Filarmonica Ceca.
A lui è dedicato l'asteroide 3592 Nedbal.

## Opere principali
Opera
- Sedlák Jakub (Jakub the Peasant; Le paysan Jakob) (1919–1920, rivista 1928); libretto di L. Novák da Lope de Vega; prima esecuzione 13 ottobre 1922 a Brno

Operette
- Cudná Barbora (Chaste Barbara; Barbara the Chaste; Die keusche Barbara), Operetta in 3 atti (1910); libretto di R. Bernauer, L. Jacobson e V. Stech; prima esecuzione 14 settembre 1910, Teatro Vinohrady, Praga
- Polská krev (Polish Blood; Polenblut), Operetta in 3 atti (1913); libretto di Leo Stein; prima esecuzione 25 ottobre 1913, Carltheater, Vienna con Richard Waldemar
- Vinobraní (The Vineyard Bride; Die Winzerbraut), Operetta in 3 atti (1916); libretto di Leo Stein e J. Wilhelm; prima esecuzione 11 febbraio 1916, Theater an der Wien, Vienna
- Krásná Saskia (Beautiful Saskia; Die schöne Saskia), Operetta in 3 atti (1917); libretto di A. M. Willner e Heinz Reichert; prima esecuzione 16 novembre 1917, Carltheater, Vienna
- Eriwan, Operetta in 3 atti (1918); libretto di Felix Dörmann; prima esecuzione 29 novembre 1918, Komödienhaus (Colosseum), Vienna
- Mamselle Napoleon, Operetta in 1 atto (1918, rivista 1928); libretto di Emil Gölz e Arnold Gölz; prima esecuzione 21 gennaio 1919, Die Hölle, Vienna
- Donna Gloria, Operetta in 3 atti (1925); libretto di Viktor Léon e Heinz Reichert; prima esecuzione 30 dicembre 1925, Carltheater, Vienna
- Das Dorf ohne Männer, Operetta in 1 atto (manoscritto)
- Die Erntebraut; revisione di Polská krev con libretto in tedesco di Hermann Hermecke; prima esecuzione 1942, Admiralspalast, Berlino
- Podzimní píseň (Autumn Song; Le Chant d'automne); revisione di Vinobraní su libretto ceco di Václav Špilar e Václav Mírovský; prima esecuzione 24 ottobre 1930, Divadlo v Dlouhé, Praga